# Christian Manfredini
Pour les articles homonymes, voir Manfredini.
Christian Manfredini est un footballeur international italo-ivoirien né le 1er mai 1975 à Abidjan en Côte d'Ivoire. 
Il joue au poste de milieu de terrain.

## Clubs successifs
- 1993-1994 : Juventus ( Italie)
- 1994-1995 : AC Pistoiese ( Italie)
- 1995-1996 : A.S. Viterbese Calcio ( Italie)
- 1996-1997 : Nuova Avezzano Calcio ( Italie)
- 1997-1998 : Fermana Calcio ( Italie)
- 1998-1999 : Cosenza ( Italie)
- 1999-2000 : Genoa CFC ( Italie)
- 2000-2002 : Chievo Vérone ( Italie)
- 2002-2003 : Osasuna Pampelune ( Espagne)
- 2003 : ACF Fiorentina  Italie
- 2003-2004 : Perugia ( Italie)
- 2004-2011 : Lazio Rome ( Italie)
- 2011-2012 : Sambonifacese ( Italie)[1]

## Palmarès

### Joueur

#### En club

##### Compétitions de jeunes
- Juventus Football Club
  - Championnat Primavera : 1993-1994
  - Tournoi de Viareggio : 1994

##### Compétitions nationales
- SS Lazio
  - Coupe d'Italie de football : 2008-2009
  - Supercoupe d'Italie de football : 2009[2]